# نیل استفنز
نیل استفنز (انگلیسی: Neil Stephens؛ زادهٔ ۱ اکتبر ۱۹۶۳) دوچرخه‌سوار اهل استرالیا است. وی در بازی‌های المپیک تابستانی ۱۹۹۶ شرکت کرده‌است.